# Fred Cooke (Ornithologe)
Fred Cooke (* 13. Oktober 1936 in Darlington, Durham) ist britisch-kanadischer Ornithologe.

## Leben
Cookes Interesse an Vögeln begann im Alter von 3 Jahren, als ihn sein Vater auf seinen Fahrradtouren in die englische Landschaft mitnahm. Nach einer Ausbildung an der Bootham School in York, Yorkshire and the Humber, wo er sich auf Naturgeschichte spezialisierte, schrieb er sich an der University of Cambridge ein, wo er 1960 seinen Bachelor of Arts und 1963 seinen Master of Arts in den Naturwissenschaften erhielt. 1965 wurde er an derselben Universität zum Ph.D. in Botanik promoviert. 1964 kam er nach Kanada, wo er nach einem kurzen Aufenthalt an der McMaster University zum Assistenzprofessor im Fachbereich Biologie an der Queen’s University in Kingston, Ontario, ernannt wurde. 1970 wurde er zum außerordentlichen und 1978 zum ordentlichen Professor an der Queen’s University befördert, ein Amt, das er bis 1993 innehatte. In den späten 1960er und 1970er Jahren war er Direktor und Vorstandsmitglied der Federation of Ontario Naturalists. Im Jahr 1968 begann er eine Langzeitstudie über Schneegänse in der kanadischen Tundra, die bis 1993 andauerte. Im Jahr 1993 wurde er zum Inhaber des Lehrstuhls für Wildtierökologie an der Simon Fraser University in Burnaby, British Columbia, berufen. Diese Forschungsstelle, die vom Canadian Wildlife Service und dem Natural Sciences and Engineering Research Council eingerichtet wurde, diente der Erforschung und dem Schutz von bedeutenden Vogelpopulationen.
Von 1985 bis 1987 war Cooke Stipendiat des Killam Fellowship Program. 1990 erhielt er die William-Brewster-Medaille der American Ornithologists’ Union. 2001 wurde er Mitglied des Order of Canada. Von 2002 bis 2004 war er Präsident der American Ornithologists’ Union.
Cooke ist Mitglied der American Ornithological Society, der Wilson Ornithological Society, der British Ornithologists’ Union, der Waterfowl Society sowie korrespondierendes Mitglied der Deutschen Ornithologen-Gesellschaft.

## Schriften (Auswahl)
- (mit P. Buckley): Avian genetics: a population and ecological approach, Academic Press, Toronto, 1987
- (mit R. F. Rockwell und D. B. Lank): The Snow Geese of La Perouse Bay: Natural selection in the wild. Oxford University Press, Oxford, 1995